# Kálfsvísa
Kálfsvísa ("vísa di Kálfr", dove Kálfr è probabilmente l'autore), talvolta chiamato erratamente Alsvinnmál, è un poema parzialmente conservato nello Skáldskaparmál (la seconda parte dell'Edda in prosa) di Snorri Sturluson.
Le sue tre strofe in fornyrðislag consistono principalmente in un þula di cavalli e dei loro cavalieri, tutti eroi norreni (come Grani e Sigurðr). Il Kálfsvísa inoltre accenna velocemente alla Battaglia sul Ghiaccio del Lago Vänern tra Áli e Aðils.
en Dvalinn Móðni, 

Hjalmr Háfeta, 

en Haki Fáki, 

reið bani Belja 

Blóðughófa, 

en Skævaði 

skati Haddingja. 

Vésteinn Vali, 

en Vífill Stúfi, 

Meinþjófr Mói, 

en Morginn Vakri, 

Áli Hrafni, 

er til íss riðu, 

en annarr austr 

und Aðilsi 

grár hvarfaði, 

geiri undaðr. 

Björn reið Blakki, 

en Bjárr Kerti, 

Atli Glaumi, 

en Aðils Slöngvi, 

Högni Hölkvi, 

en Haraldr Fölkvi, 

Gunnarr Gota, 

en Grana Sigurð.»
e Dvalinn Módnir ("Focoso");

Hjálmthér Háfeti ("Alti-Zoccoli");

e Haki Fákr;

cavalcò l'uccisore di Beli

Blóðughófi,

e Skævadr [fu cavalcato dal]

governatore degli Haddingjar.

Vésteinn [cavalcò] Valr,

e Vifill Stúfr;

Meinthjófr Mór,

e Morginn Vakr ("Attento", "Sveglio"; anche "Falco");

Áli Hrafn,

coloro che cavalcarono sul ghiaccio:

ma un altro, da sud,

sotto Adils,

uno grigio, vagò,

ferito con una lancia.

Björn cavalcò Blakkr,

e Bjárr Kertr ("Candela"?);

Atli Glaumr ("Tumulto"), 

e Adils Slöngvir ("Fromboliere");

Högni Hölvir ("Cavallo"),

e Haraldr Fölkvir;

Gunnarr Goti ("Goto"),

e Sigurdr Grani ("Taglio-Scintillante"?).»
(Snorri Sturluson - Skáldskaparmál 262-264)